# Zvečan
Zvečan (serbisch-kyrillisch Звечан, albanisch Zveçan oder auch Zveçani) ist eine Kleinstadt und Sitz der gleichnamigen Gemeinde im Norden der Republik Kosovo. Bis zum Sommer 2023 gehörte Zvečan zu den vier Gemeinden des Nordkosovo, die nicht unter der Kontrolle der kosovarischen Regierung standen, sondern von der serbischen Minderheit selbst verwaltet wurden.

## Geographie

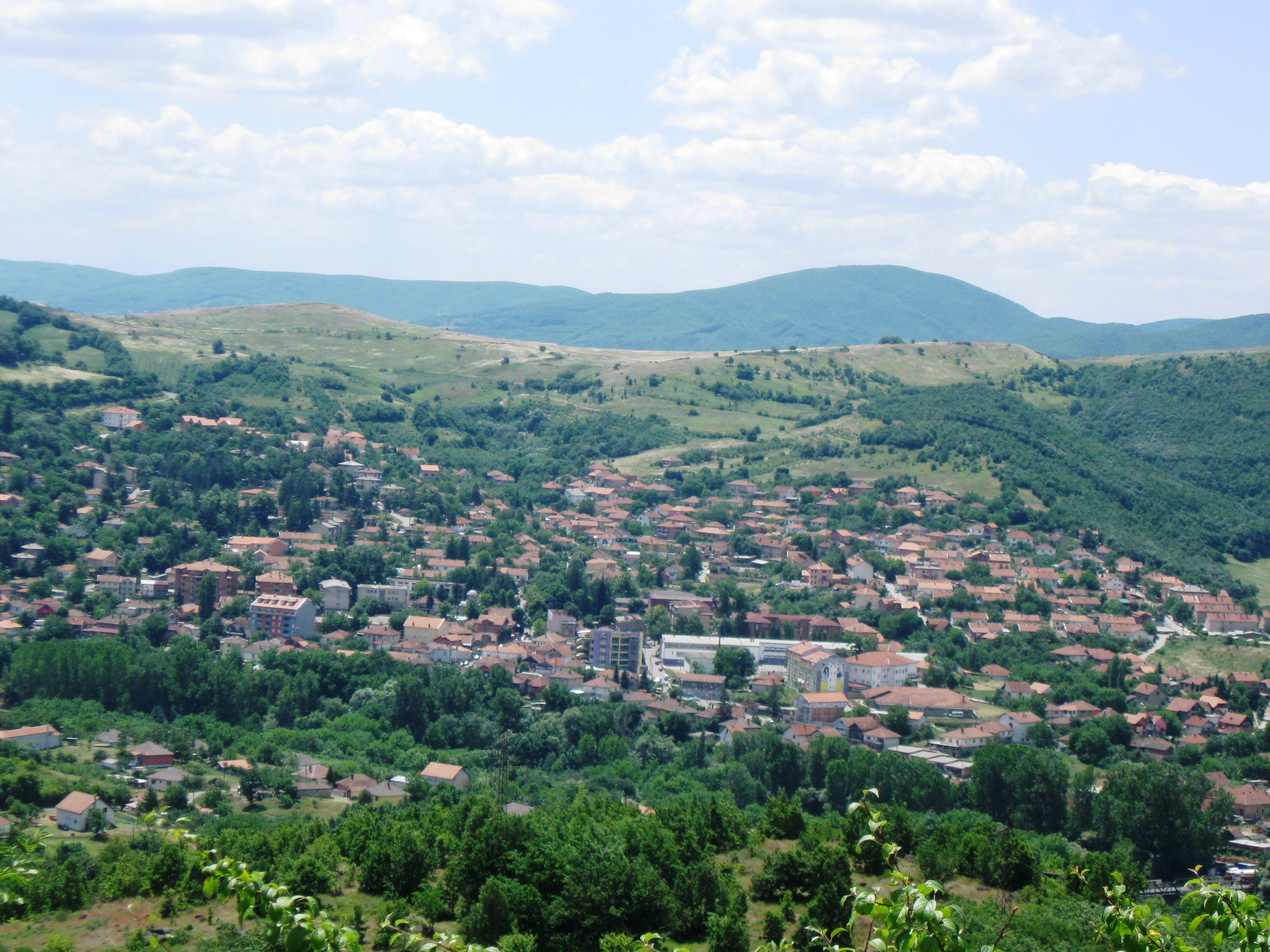
Blick auf Zvečan, vom Osten nach Westen gesehen

Die Stadt Zvečan liegt nur etwa einen Kilometer nördlich von Mitrovica. Beide Orte werden durch den Hügel von Zvečan, auf welchem sich die Festung befindet, voneinander getrennt. Auch im Westen und Norden ist Zvečan von einer hügeligen Landschaft umgeben. Östlich wird die Kleinstadt vom Fluss Ibar begrenzt.

## Geschichte
Die älteste geschichtliche Erwähnung Zvečans ist in einer bulgarischen Quelle aus dem 11. oder 12. Jahrhundert zu finden, welche angibt, dass das Bulgarische Reich bei Thronbesteigung von Simeon I. im Jahr 893 westlich bis nach Zvěčan (Звѣчан) reichte.
In der Alexias von Anna Komnena wurde Zvečan an der Stelle, die Ereignisse des Jahres 1093 wiedergibt (in Verbindung mit den serbisch-byzantinischen Grenzkonflikten auf dem Amselfeld zwischen 1091 und 1094), als Sfentzánion (Σφεντζάνιον) erwähnt. Nach dem Sieg der Serben über Byzanz unter der Herrschaft des serbischen Prinzen Stefan Nemanja im Jahr 1170, ordnete Nemanja aufgrund des erfolgreichen Ausgangs der Schlacht ein Gottesdienst in der serbisch-orthodoxen Kirche Hl. Georg an, die sich in der Umgebung von Zvečan befand und dessen Überreste heute noch vorhanden sind.
Im 13. und 14. Jahrhundert war Zvečan eine der wichtigsten königlichen Residenzen der serbischen Herrscherdynastien der Nemanjiden. Im Dezember 1322, starb in Zvečan die serbische Königin Teodora. Neun Jahre später starb auch ihr Ehemann, König Stefan Uroš III. Dečanski, in Zvečan. Nach seinem Tod regierten unter anderem die serbischen Adelsfamilien Musić und Vojinović in der Region, die zum Serbischen Reich gehörte.
Der erste osmanische Lokalregent von Zvečan, Feriz, wird 1396 erwähnt und das Vilayet Zvečan im Jahr 1455. Nachdem die Osmanen die Festung noch während der Türkenkriege benutzten, wurde sie schließlich im 18. Jahrhundert aufgegeben.

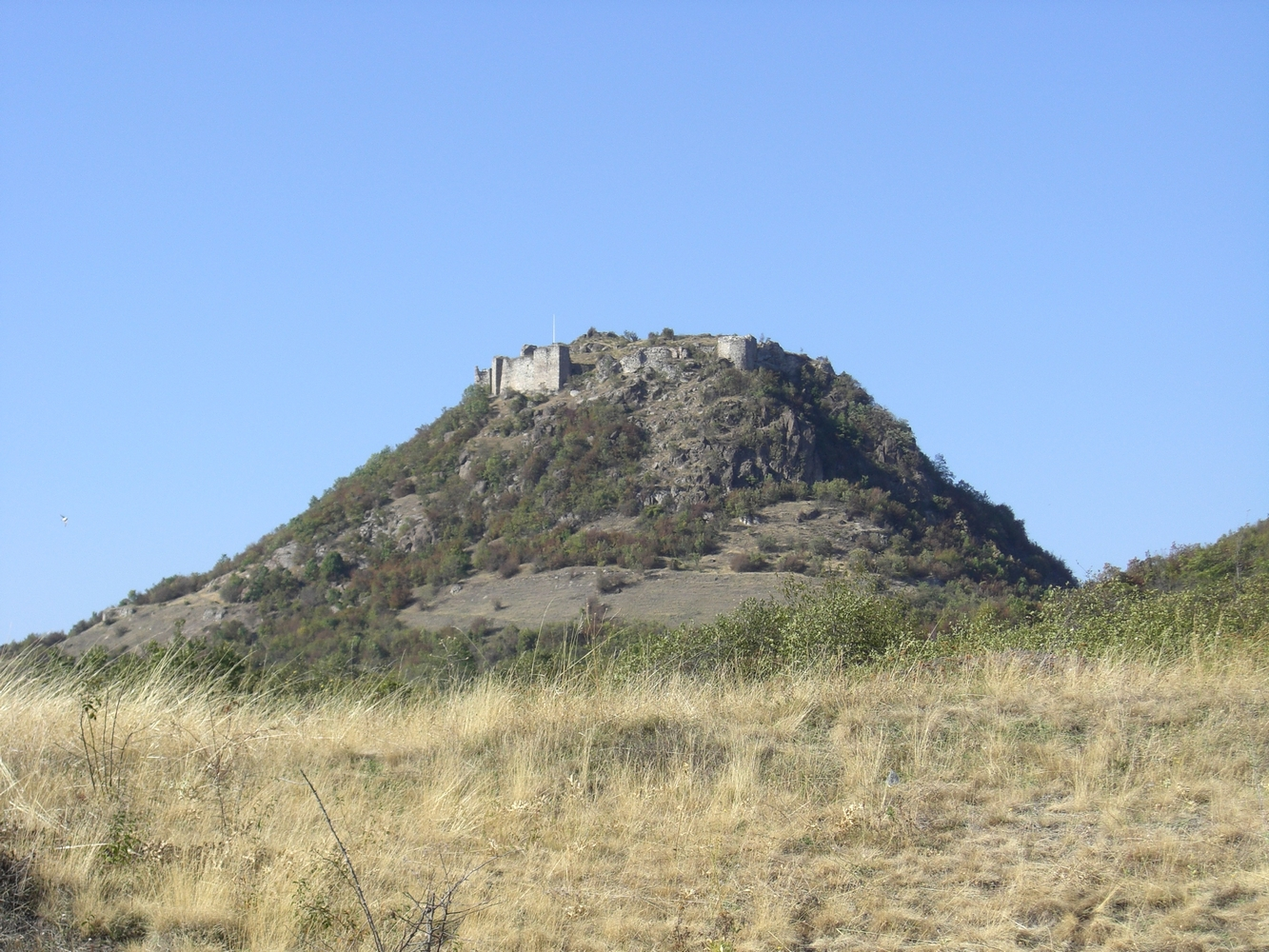
Hügel von Zvečan mit Ruinen der Festung

Unterhalb der Festung existierte Zvečan lange Zeit als kleine Siedlung, dieser Ort wird heute Mali Zvečan genannt. Etwas weiter unterhalb, am Fluss Ibar gelegen, begann Anfang des 20. Jahrhunderts die heutige Ortschaft Zvečan (damals „Neu-Zvečan“) als Bergbaustadt für Trepča zu entstehen. Ab 1947/1948 wurde mit ersten städtebaulichen Maßnahmen begonnen: Der Ort erhielt seinerzeit sehr moderne Wohnhäuser und Infrastruktur, die Einwohnerzahl stieg in den darauffolgenden Jahrzehnten kontinuierlich an. 1990 wurde die eigenständige Gemeinde Zvečan gebildet, bis dahin stand der Ort unter der Verwaltung von Mitrovica.
Bei Angriffen auf KFOR-Truppen wurden am 29. Mai 2023 53 Personen verletzt, darunter 11 Italiener.

## Bevölkerung
Zvečan wird mehrheitlich von Serben bewohnt, es leben aber auch Bosniaken, Goranen und Roma als kleine Minderheit in dem Ort. Da der Nordkosovo nicht an der 2011 durchgeführten Volkszählung teilnahm, liegen für dieses Gebiet keine aktuellen Bevölkerungsdaten vor. Eine Schätzung von 2009 gab für Zvečan eine Einwohnerzahl von 1297 an.
| Zensus    | 1948 | 1953 | 1961 | 1971 | 1981 | 1991 | 2009 |
| --------- | ---- | ---- | ---- | ---- | ---- | ---- | ---- |
| Einwohner | 726  | 1572 | 2353 | 2628 | 2785 | 3261 | 1297 |